# Котан (Во)
Котан (фр. Cottens) — колишня громада  в Швейцарії в кантоні Во, округ Морж. 2021 року громади Апль, Бюсі-Шардоне, Котан, Панпіньї, Ревероль і Севері об'єдналися в громаду Отморж.

## Географія
Громада розташована на відстані близько 90 км на південний захід від Берна, 15 км на захід від Лозанни.
Котан має площу 2,4 км², з яких на 11,2% дозволяється будівництво (житлове та будівництво доріг), 74% використовуються в сільськогосподарських цілях, 14,9% зайнято лісами, 0% не є продуктивними (річки, льодовики або гори).

## Демографія
2019 року в громаді мешкало 486 осіб (+11% порівняно з 2010 роком), іноземців було 15%. Густота населення становила 207 осіб/км².
За віковим діапазоном населення розподілялося таким чином: 25,3% — особи молодші 20 років, 57,4% — особи у віці 20—64 років, 17,3% — особи у віці 65 років та старші. Було 184 помешкань (у середньому 2,6 особи в помешканні).
Із загальної кількості 98 працюючих 34 було зайнятих в первинному секторі, 25 — в обробній промисловості, 39 — в галузі послуг.